# Carlo Salvemini
Carlo Maria Salvemini (Lecce, 4 giugno 1966) è un politico italiano, sindaco di Lecce dal 2017 al 2019 e dal 2019 al 2024.

## Biografia
Figlio dell'ex sindaco di Lecce Stefano Salvemini, si laurea nel 1991 in economia e commercio presso l'Università degli studi Aldo Moro di Bari e nel 1992 riceve l'abilitazione all'esercizio della professione di dottore commercialista.

### Carriera politica
Nel 2001 inizia l'esperienza politica come segretario cittadino dei Democratici di Sinistra, per poi venire eletto nel consiglio comunale del capoluogo salentino nel 2002 e ricoprire il ruolo sino al 2007. Nel 2009 lascia il Partito Democratico, della cui assemblea nazionale, regionale e provinciale era esponente, in dissenso con la linea politica scelta dal partito per le elezioni regionali del 2010 e sostenendo ufficialmente la candidatura di Nichi Vendola alla primarie del centro-sinistra del gennaio 2010, per la scelta del candidato presidente della regione. Nel 2012 torna in consiglio comunale a Lecce con la lista civica Lecce Bene Comune, dopo la sconfitta subita contro Loredana Capone nelle primarie di centro-sinistra per la scelta del candidato sindaco di Lecce da schierare contro il primo cittadino uscente Paolo Perrone, giunto alla scadenza del suo primo mandato.

#### Sindaco di Lecce
Nel febbraio 2017 accetta di candidarsi a sindaco della città dopo una petizione pubblica e un periodo di dibattiti tra Partito Democratico e tutto il centro-sinistra salentino. Salvemini concorrerà alla carica di primo cittadino contro il candidato di centro-destra Mauro Giliberti e altri tre candidati.
Alle amministrative dell'11 giugno 2017 ottiene il 28,9% di preferenze, contro il 45% dell'avversario di centrodestra Mauro Giliberti, le cui liste ottengono il 52% dei voti, segnando di fatto una maggioranza in consiglio comunale. Nella mattinata del 17 giugno Salvemini sigla un apparentamento ufficiale con il candidato sindaco Alessandro Delli Noci, il terzo in ordine di preferenze al primo turno con il 16,9% dei consensi, sancendo un accordo tra centro-sinistra e centro civico moderato che vedrà, in caso di vittoria al ballottaggio, Delli Noci vicesindaco della città. Il successivo 26 giugno Salvemini vince a sorpresa il ballottaggio con oltre il 54% delle preferenze, recuperando lo svantaggio di oltre 16 punti percentuali maturato al primo turno e staccando di oltre 10 il candidato del centro-destra Mauro Giliberti, che conferma il 45% del primo turno. 
Il 30 giugno Salvemini viene ufficialmente proclamato sindaco nel palazzo del Comune. Il 19 luglio l'ufficio centrale elettorale attribuisce alla sua coalizione il premio di maggioranza, nonostante le liste della coalizione avversaria avessero superato, per circa 300 voti, il 50 per cento dei voti validi al primo turno. Il centro-destra leccese presenta tre ricorsi al Tar contro la decisione del Ufficio Centrale Elettorale. Ricorrono al Tar sei candidati consiglieri di centrodestra esclusi dal consiglio, il candidato sindaco del centrodestra Mauro Giliberti, insieme al parlamentare Roberto Marti e all'ex sindaco Paolo Perrone, e altri esponenti politici locali. L'11 ottobre il Tar accoglie i ricorsi, ma la decisione viene sottoposta a "sospensiva" fino al definitivo pronunciamento del Consiglio di stato, che arriva il 19 febbraio 2018. 
Con l'ingresso in consiglio comunale di sei nuovi consiglieri di centrodestra, i rapporti di forza in consiglio comunale cambiano radicalmente: 17 consiglieri il centrodestra, 14 tra centrosinistra e liste civiche moderate di Delli Noci, e 1 consigliere del Movimento 5 Stelle. Dopo un giro di consultazioni con i consiglieri eletti nelle liste civiche del centrodestra, Salvemini sigla con tre consiglieri di centrodestra alla prima esperienza in Consiglio comunale, il "Patto per la città": un impegno a sostenere la maggioranza sulla base di punti programmatici inclusi in un documento sottoscritto a Palazzo Carafa e presentato alla città in conferenza stampa. I tre consiglieri andranno a formare un gruppo autonomo, "Prima Lecce", che entra in maggioranza. 
Nel corso dei mesi successivi emerge la difficile convivenza tra le istanze progressiste del sindaco e le resistenze conservatrici dei nuovi entrati in maggioranza, ancora legati ad ambienti politici e gruppi di consenso tradizionali del centro-destra cittadino. Nonostante le difficoltà, l'amministrazione Salvemini riesce a salvare, assicurando ai dipendenti il mantenimento del posto di lavoro, la società partecipata Lupiae Servizi, più volte sull'orlo del fallimento nei dieci anni precedenti, e a mettere al riparo il bilancio del Comune di Lecce dal rischio del dissesto dei conti, presentando una manovra di riequilibrio pluriennale ai sensi dell'art. 243-bis del TUEL. 
Il 7 gennaio 2019, dopo l'approvazione della manovra di riequilibrio dei conti, con l'astensione della maggioranza dei componenti del consiglio comunale, Carlo Salvemini si dimette. Il giorno dopo anche 17 consiglieri comunali, tra i quali i tre del gruppo Prima Lecce, rientrati stabilmente nel centrodestra, si dimettono, provocando lo scioglimento immediato del consiglio Comunale e il commissariamento del Comune.
Il 26 gennaio 2019 annuncia la propria ricandidatura a sindaco della città di Lecce, sempre con una coalizione di centro-sinistra.
Esattamente quattro mesi dopo, il 26 maggio, alle elezioni comunali, Salvemini viene rieletto sindaco del capoluogo salentino al primo turno con quasi il 51% dei voti, staccando di quasi 20 punti il candidato di centro-destra e godendo, quindi, di una salda maggioranza in consiglio comunale. La proclamazione avviene la mattina del 1º giugno nel palazzo del Comune, dove gli viene conferita per la seconda volta la fascia tricolore.
Sostenuto da una coalizione di centro-sinistra e dal Movimento 5 Stelle, Salvemini si ricandida a sindaco alle elezioni amministrative del 2024 e al primo turno raccoglie il 46,73% dei consensi, contro il 49,95% del candidato del centro-destra ed ex sindaco di Lecce Adriana Poli Bortone. Al ballottaggio, avendo ottenuto il 49,31% dei voti, viene sconfitto da Adriana Poli Bortone, che raccoglie il 50,69% dei consensi.